# Bjørn Lofterød
Bjørn Lofterød (Oslo, 17 de junio de 1949) es un deportista noruego que compitió en vela en la clase Star. Es hermano del también regatista Odd Roar Lofterød.
Ganó una medalla de bronce en el Campeonato Europeo de Star de 1972.

## Palmarés internacional
| Campeonato Europeo | Campeonato Europeo  | Campeonato Europeo | Campeonato Europeo |
| Año                | Lugar               | Medalla            | Clase              |
| ------------------ | ------------------- | ------------------ | ------------------ |
| 1972               | Kungsbacka (Suecia) | Medalla de bronce  | Star               |